# Mimulus madagascariensis
Mimulus madagascariensis är en gyckelblomsväxtart som beskrevs av George Bentham. Mimulus madagascariensis ingår i släktet gyckelblommor, och familjen gyckelblomsväxter. Inga underarter finns listade i Catalogue of Life.